# Jure Pavlič

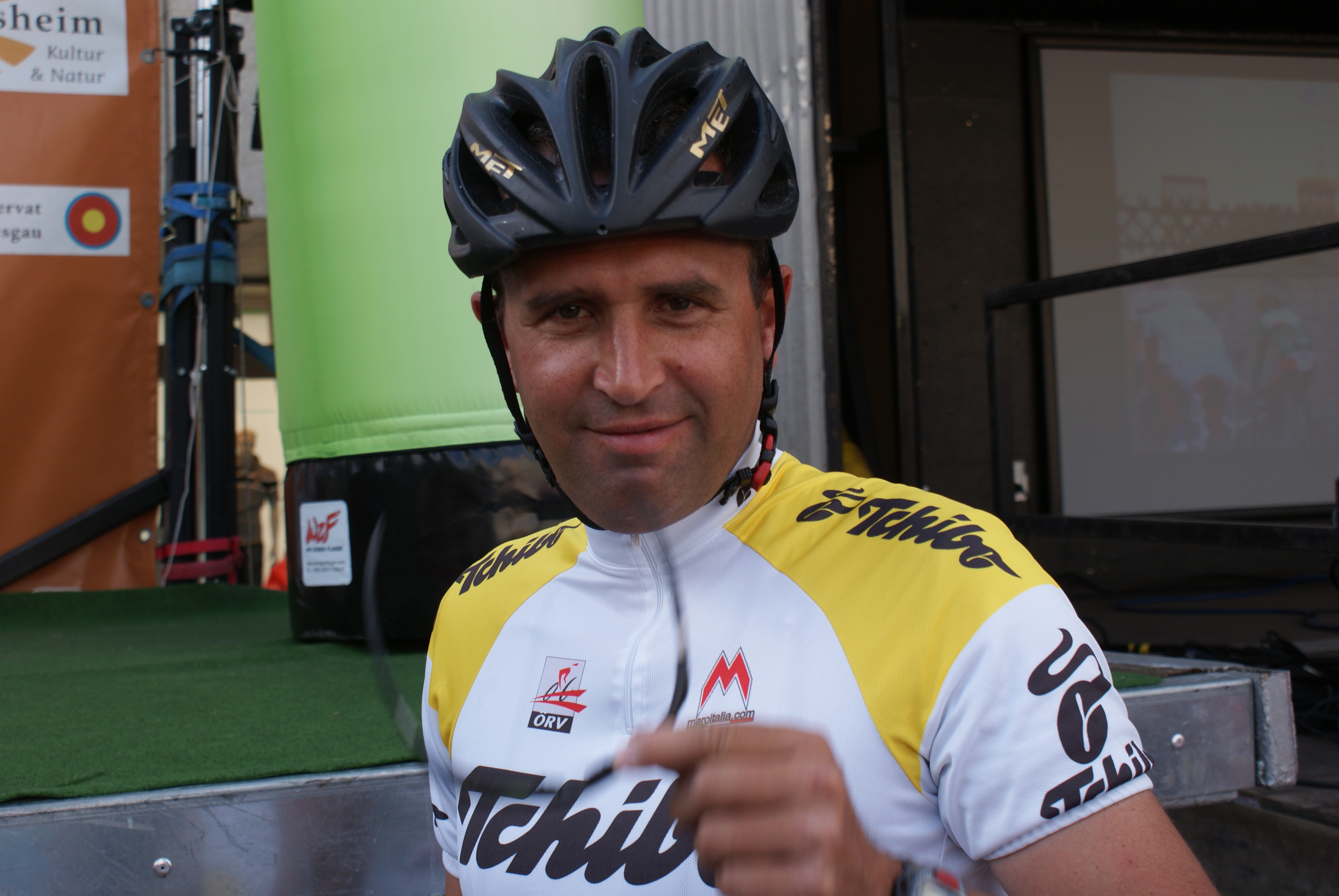
Jure Pavlic bei der Trofeo Karlsberg 2009

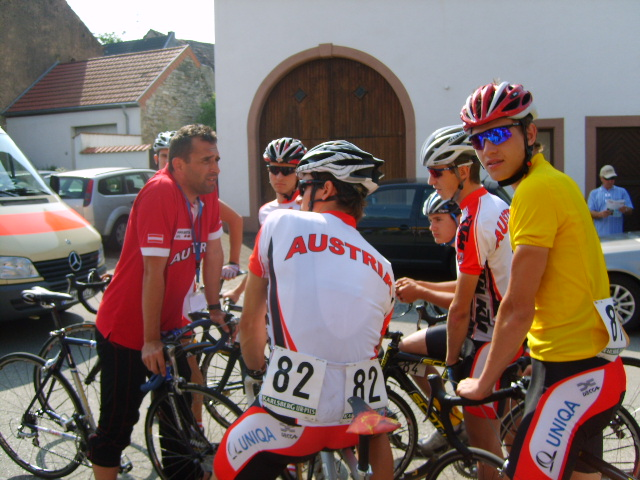
Jure Pavlic, Jan Sokol, Matthias Brändle in gelb, Stefan Mair, Georg Steidl, Daniel Rinner und Dominik Brändle bei der Trofeo Karlsberg 2007

Jure Pavlič (* 23. April 1963 in Ljubljana) ist ein ehemaliger jugoslawischer Radrennfahrer.

## Sportliche Laufbahn
Als Amateur gewann Pavlič insbesondere Wettbewerbe des jugoslawischen Radsportkalenders, darunter die Jugoslawien-Rundfahrt 1985 und 1986 sowie die jugoslawische Meisterschaft im Straßenrennen. 1985 und 1986 gewann er das Etappenrennen Alpe–Adria. 1982 hatte er in diesem Rennen bereits eine Etappe gewonnen.
1988 gewann er eine Etappe der Österreich-Rundfahrt. Außerdem vertrat er sein Land bei den Olympischen Sommerspielen 2004, wo er den 42. Platz im olympischen Straßenrennen belegte.
Im Jahr 1989 wurde er Profi beim italienischen Radsportteam Carrera Jeans. Für diese Mannschaft bestritt er zweimal die Tour de France, bei der er 1989 74. und 1991 134. wurde. Ebenfalls zweimal bestritt er den Giro d’Italia, bei dem er Giro d’Italia 1989 34. wurde und die Intergirowertung gewann. Giro d’Italia 1990 wurde er 27. Nach der Saison 1991 beendete er seine Profilaufbahn.
Anschließend wechselte er ins Trainerfach und war u. a. von 2019 bis 2021 österreichischer Bundestrainer.

## Erfolge
1987
- Jugoslawischer Straßenmeister

1988
- eine Etappe Österreich-Rundfahrt

1989
- Intergirowertung Giro d’Italia